# 鎮目惟明
鎮目 惟明（しずめ これあき）は、安土桃山時代から江戸時代前期にかけての武将・旗本。上田七本槍の一人。佐渡奉行。

## 出自
『寛政重修諸家譜』によれば鎮目氏は甲斐国山梨郡鎮目村の出自。鎮目氏は初代七郎右衛門以来、甲斐守護甲斐武田氏の家臣で、惟真は武田信玄・勝頼の2代に仕え、武田家滅亡と共に隠居し鎮目氏は浪人となり、惟明の代で徳川氏に仕える。

## 略歴
永禄7年（1564年）、2代鎮目惟真の子として甲斐にて誕生した。『寛政譜』によれば武田氏滅亡後に徳川氏に仕え、徳川家康に近侍したという。豊臣政権期に徳川氏が関東移封されると父・惟真を残して甲斐を去り、文禄元年（1592年）に徳川秀忠付となる。
慶長5年（1600年）の関ヶ原の戦いでは秀忠率いる徳川勢本隊に配属され、惟明は第二次上田合戦における活躍で上田七本槍と称されている。『寛永諸家系図伝』などの家譜類や『武徳編年集成』『長国寺殿御事蹟稿』などの軍記物や真田家の史料によれば、西軍に属した真田昌幸との第二次上田合戦において、上田城に籠城する真田勢に対して牧野康成・牧野忠成・朝倉宣正と共に苅田を行う。軍記類によれば、苅田を行う徳川勢に対し真田方は鉄砲を打ち掛けて挑発し、追撃した徳川勢は城際までおびき寄せられ多大な被害を出したという。これにより鎮目・朝倉らは秀忠に叱責され、惟明は知行地があったと考えられている上野国吾妻郡に蟄居する。翌年許され、大番組頭となり1,600石を給される。大坂の陣では使番となり、首級1つを挙げた。
元和4年（1618年）、秀忠の刷新人事の一環として同じく旗本の竹村嘉理（嘉政）と共に佐渡奉行となる。惟明は佐渡国へ渡り、惟明と同じ武田浪人であった大久保長安の改革による盛期を過ぎた佐渡金山の経営を再復興させた。竹村は江戸在住期間が長く、惟明の手腕によるものと評価されている。竹村は主に港湾、船などの輸送、流通面を担当した。惟明は、諏訪間歩など33間歩に公費を投入し、「御直山」として取り立てたり、金山・銀山の山主の経営する「自分山」からの公納の定率化をはかり、山主の経営を安定させた。また、米を市価の二割安で全町民に安く提供したり、貨幣流通の円滑化及び銀の島外流出を防ぐため、佐渡でしか通用しない極印銀や小判を造るなどした。これにより経済の活性化と生産量の増加により島の経済は活況を呈した。また惟明は、筋金のままだと日本海の荒波の中の輸送が困難を極める為、輸送しやすい小判にて運ぶことを上書した。元和7年（1621年）7月20日、後藤庄三郎は、惟明に伺いをたて、配下の後藤庄兵衛、浅香三十郎が初めて小判の鋳造を始めた。また、金銀の増産をはかるためにピストン式排水ポンプなど新技術を導入し、年間50t以上の銀、400kg近い金を産出するに至る。この時期が佐渡金山の全盛期で、多くの善政を敷いた名奉行として近世までその功績を称える「鎮目祭」が行われていた。また金山に限らず、新田の開発もしたとする記録が残っている。
佐渡戸地村の鉱山施設の巡視の途中に現在墓がある地点で急死した。享年64。川狩り（釣り）をしていたところ体調を崩したという（『佐渡国略記』）。死因については伝承があり、惟明が無類の釣好きで、相川・吹上ヶ浦で大蛸を釣り上げた時に海に引きずりこまれそうになり、刀を抜いて自らの手を切断した時の傷が元でなくなったとか、巡視中に戸地川のトノフチで事故死したなど諸説ある。
墓は佐渡市下相川、位牌は佐渡市相川山之神総源寺にある。墓は惟明の死後、弘化2年（1845年）に長男・惟吉の8代後の鎮目惟成、次男・惟忠の8代後の鎮目喜一らにより現在の位置に建てられた。墓は昭和33年（1958年）3月5日に新潟県指定史跡になった。